# Antenor Amable
Antenor Amable Arancibia, auch Jorge Hamablet oder George Hamablet (* 2. Juni 1900 in Valparaíso; † 7. Oktober 1985 in Quilpué) war ein chilenischer Fußballspieler. Der Abwehrspieler absolvierte drei Länderspiele für Chile. 

## Karriere

### Verein
Antenor Amable wurde am 2. Juni 1900 geboren, allerdings trat er öffentlich meist als Jorge Hamablet auf. Nachdem er in den USA gelebt hatte und in den 1960er Jahren zurück nach Chile gekommen war, wurde ihm der Name George Hamablet zugewiesen.
Auf Vereinsebene spielte Antenor Amable für den CD Ferroviarios aus der Hauptstadt Santiago. 

### Nationalmannschaft
Antenor Amable debütierte beim Campeonato Sudamericano 1924 in Uruguay bei der 0:5-Niederlage gegen den Gastgeber. Bei dem Turnier absolvierte der Abwehrspieler alle drei Spiele für La Roja, jedoch kam das Team mit drei klaren Niederlagen nicht über den letzten Platz hinaus. Weitere offizielle Länderspiele kamen für Amable nicht hinzu.